# Thrinchus aralensis
Thrinchus aralensis är en insektsart som beskrevs av Bei-bienko 1951. Thrinchus aralensis ingår i släktet Thrinchus och familjen Pamphagidae. Inga underarter finns listade i Catalogue of Life.